# Adrepsa stilbioides
Adrepsa stilbioides är en fjärilsart som beskrevs av Moore 1879. Adrepsa stilbioides ingår i släktet Adrepsa och familjen björnspinnare. Inga underarter finns listade i Catalogue of Life.